# Sur (Oman)
Sur (arabisch صور, DMG Ṣūr) ist eine Stadt rund 30 Kilometer westlich des östlichsten Punktes des Sultanats Oman bei Ras al-Dschinz. Sie befindet sich am Golf von Oman 150 km südöstlich der Landeshauptstadt Maskat. Nach der Volkszählung 2003 hatte der Distrikt Sur eine Bevölkerung von 66.785. Sur ist Hauptstadt des Gouvernements Dschanub asch-Scharqiyya und gleichzeitig Hauptstadt des Wilaya Sur.

## Geschichte
Die Stadt war bereits im 6. Jahrhundert ein bedeutendes Handelszentrum für den Handel mit Ostafrika. Nachdem Sur im 16. Jahrhundert unter die Herrschaft der Portugiesen geraten war, erlebte es nach der Befreiung durch Nasir ibn Murschid (1624–1649) einen neuen Aufschwung als Zentrum für den Handel mit Indien und Ostafrika. Der Niedergang der Stadt setzte ein, als Großbritannien in der Mitte des 19. Jahrhunderts das Verbot des Sklavenhandels durchsetzte. Als nach der Zerstörung der Stadt durch die Wahhabiten (1865) auch noch der Suezkanal eröffnet wurde (1869), verlor Sur endgültig seine Bedeutung für den Indienhandel.
Die lange Tradition Surs als Seefahrerstadt wird auch heute noch gepflegt. So ist die Stadt ein Zentrum des traditionellen Baus der Daus, also der Schiffe, mit denen die Handelsfahrten nach Afrika und Indien bis ins 19. Jahrhundert unternommen wurden.

## Sehenswürdigkeiten

### Qalhat
20 km nördlich von Sur befindet sich die Ruinenstadt Qalhat (Galhat), die eine wichtige Rolle im Königreich Ormus spielte, einem Vasallenstaat, der zunächst vom Persischen Reich und später von den Portugiesen abhängig war. Die UNESCO stellte diese Stätte unter besonderen Schutz.

### Bilad-Festung

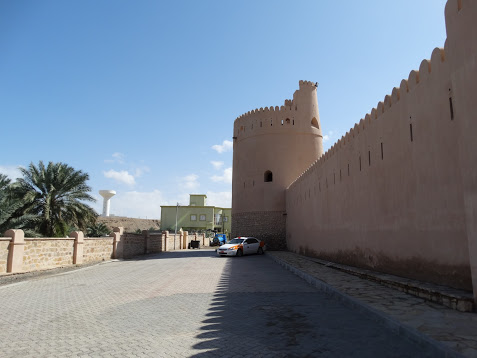
Festung Bilad

Die Bilad-Festung (arabisch حصن بلاد صور, DMG Ḥiṣn Bilād Ṣūr ‚Bilad-Festung‘) ist eine ehemalige Verteidigungsanlage südlich der Stadt Sur, um die Stadt von der Landseite her zu schützen.:292 Sie besteht aus einer fast quadratischen Mauer in den Dimensionen 55 m × 55 m.

### Meeresmuseum
Das kleine Meeresmuseum (arabisch المتحف البحري, DMG al-Matḥaf al-Baḥrī ‚Meeresmuseum‘) liegt an der dem Hafen abgewandten Seite und verweist auf die lange Tradition des Schiffbaus (Daus) der Stadt.:292 f.

### Sunaysila-Festung

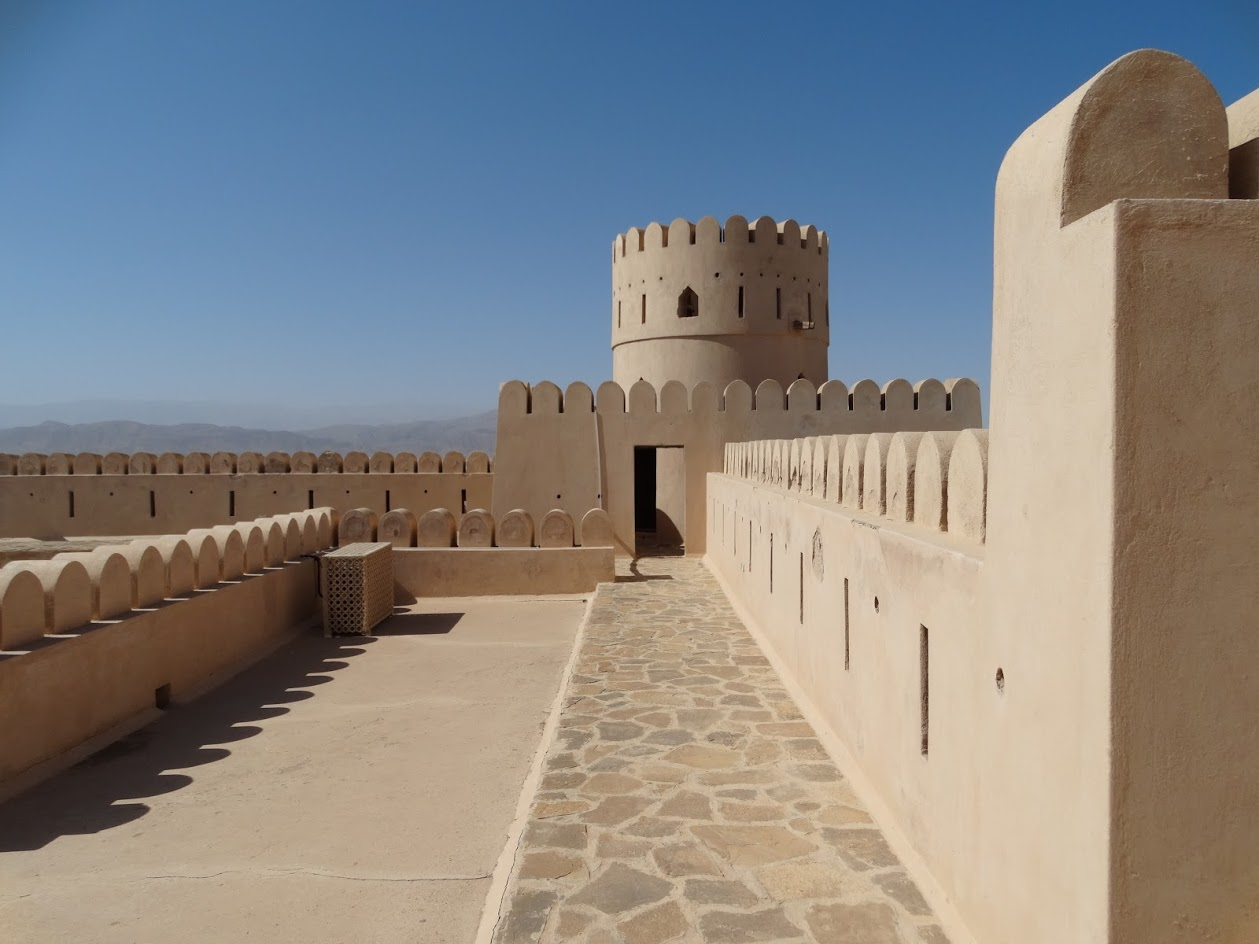
Festung Sunaysila

Die Sunaysila-Festung (arabisch حصن سنيسلة, DMG Ḥiṣn Sunaisila ‚Sunaysila-Festung‘) ist eine ehemalige Verteidigungsanlage zum Schutz der Stadt Sur und sollte im Falle eines Angriffs die Bewohner aufnehmen.:292 Ihr Name leitet sich vom Dorf Al-Sunaysla ab, das am Fuße der Anhöhe liegt. Direkt vor der Festung steht die Sunaysila-Moschee (arabisch مسجد سنيسلة, DMG Sunaysila-Moschee). Die Festung wurde während der Herrschaft des Imams von Oman Nasir ibn Murschid wahrscheinlich im Jahr 1648 fertiggestellt. Von der Burg aus hat man einen guten Überblick über die Stadt Sur.
Der annähernd quadratische Innenhof misst ca. 30 m × 35 m und ist von einer Mauer umgeben, deren Ecken mit jeweils einem runden Wachturm bewehrt sind. Im Ostturm befinden sich noch zwei Vorderlader-Kanonen (Kartaune). Insgesamt ist die Anlage schlicht gehalten und in einem guten Erhaltungszustand. Innerhalb der Festung sind u. a. das Vestibül, die Madrasa, das Gefängnis, der Burgbrunnen und der Wohnraum des Scheichs erhalten geblieben. Im Burgmuseum sind historische Artefakte wie Metallgefäße, Keramiken, Koranständer oder Teppiche ausgestellt.:294

### Al-Ayjah-Burg

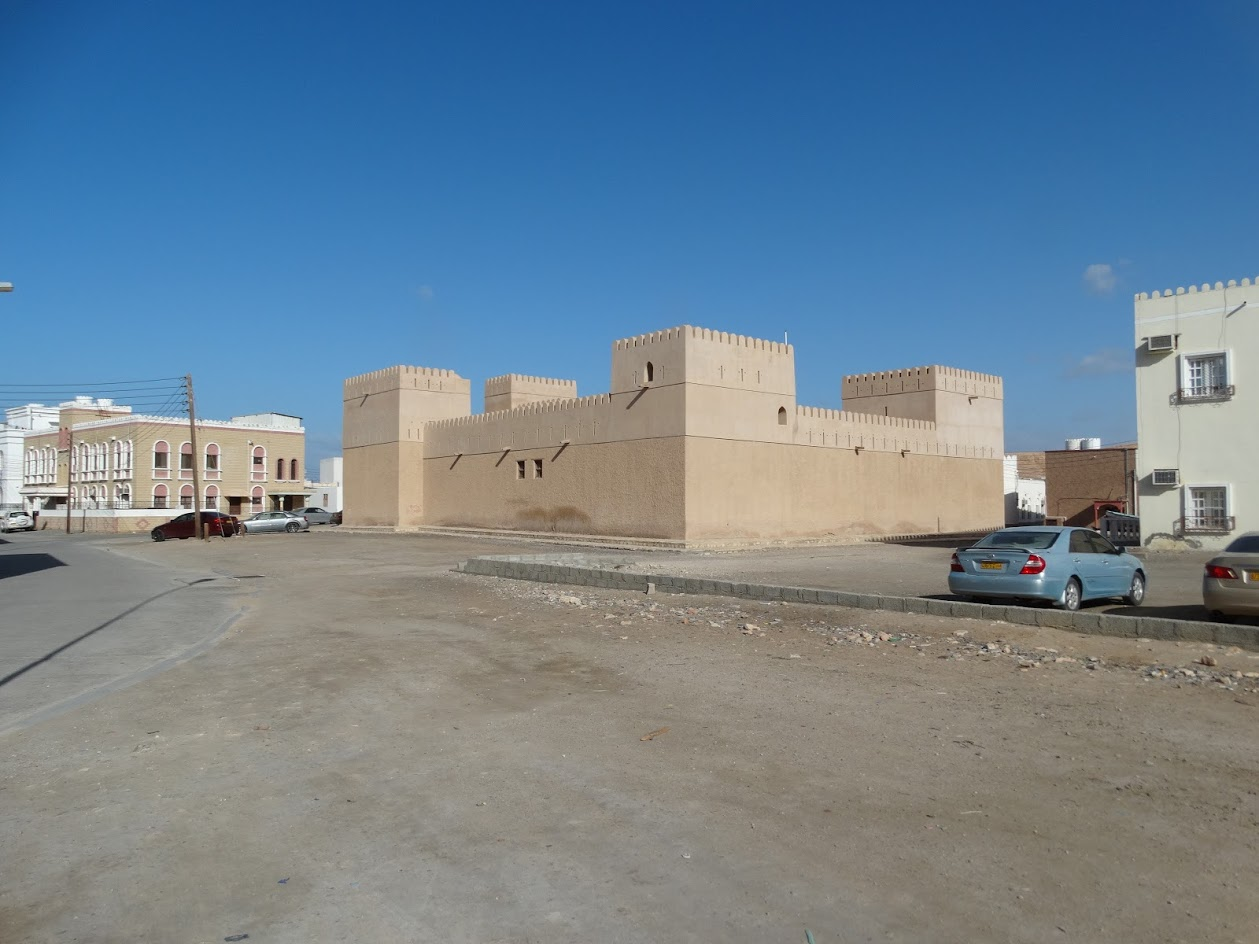
Al-Ayjah-Burg

Die al-Ayjah-Burg (arabisch قلعة العيجة, DMG Qalʿat al-ʿAiǧa) ist eine ca. 150 Jahre alte Verteidigungsanlage, die zum Schutz der umliegenden Handelshäuser und des Naturhafens errichtet wurde. Die Burg ist ganz der omanischen Tradition folgend schlicht gehalten und in einem guten Erhaltungszustand. Innerhalb der Burg kann man die kunstvoll geschnitzten Türen und Veranden mit Lotussäulen bewundern. Wie die meisten anderen Festungen in der Region ist die Burg fast quadratisch angelegt worden und misst an den Außenwänden ca. 30 m × 30 m.:299

### Leuchtturm

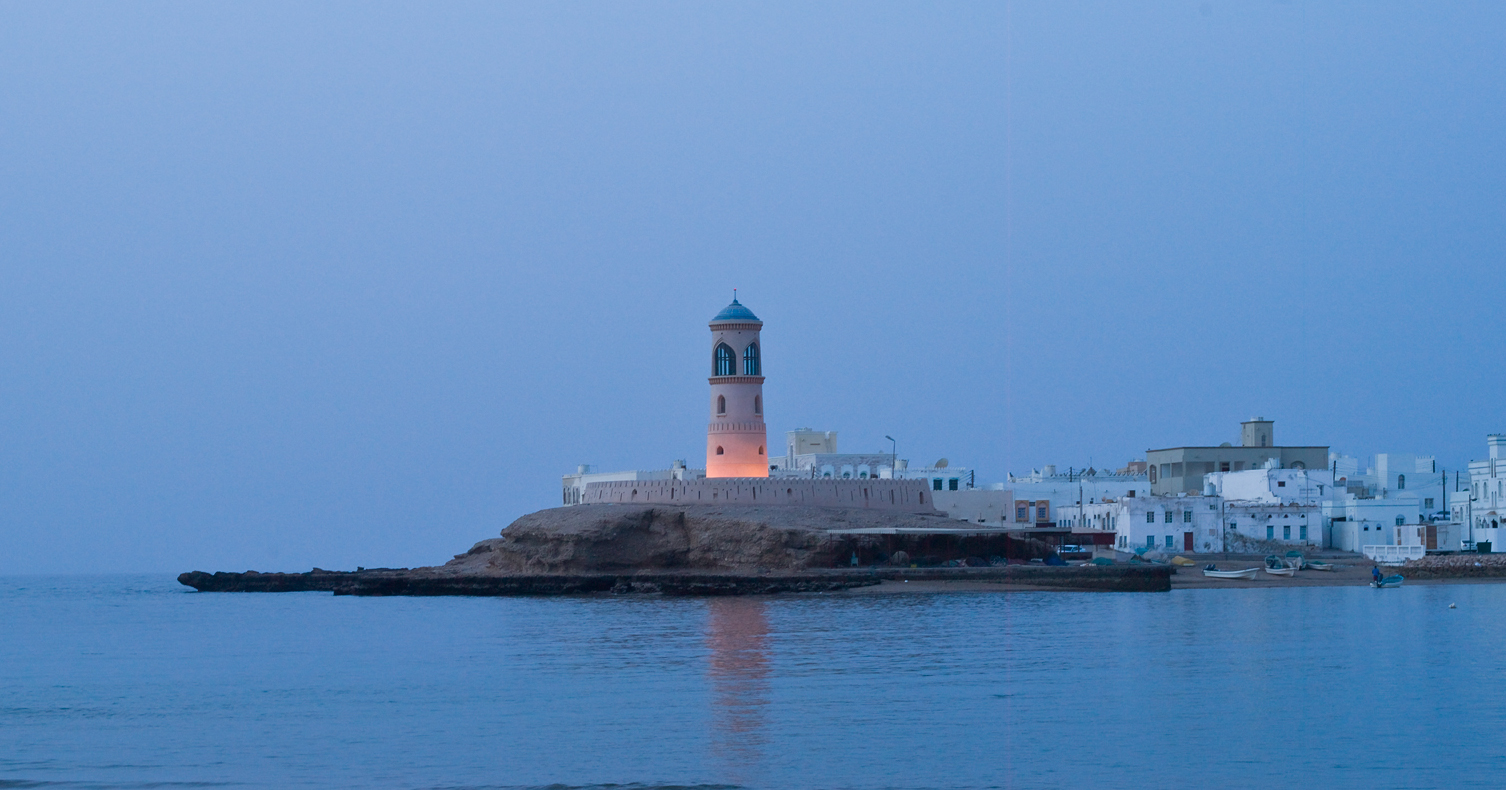
Leuchtturm Al Ayjah

Der am Hafen gelegene Leuchtturm verfügt über eine Aussichtsplattform.:299

### Bammah Beach
Der lange Sandstrand liegt am Golf von Oman.:296

### Wadi-Al-Fulaij-Staudamm
Oman hat ein trockenes Klima und die Hauptquelle für Süßwasser ist Regen, da es ansonsten kaum über Oberflächenwasser wie Flüsse oder Seen verfügt (eine seltene Ausnahme ist der Wadi Dayqa). In der kurzen ca. zweiwöchigen Regenzeit können jedoch die ansonsten trockenen Wadis zu reißenden Strömen werden, die entweder ins Landesinnere oder ins Meer entwässern. Um diese enormen Wassermengen aufzufangen, begann die Regierung mit dem Bau von Staudämmen, um einerseits einen effektiven Hochwasserschutz zu gewährleisten und andererseits das kostbare Süßwasser aufzufangen. Zu diesem Zweck wurden 30 Staudämme errichtet, beispielsweise der Wadi-Dayqa-Damm; die meisten davon sind Erd- und Steinschüttdämme.
Um einen geeigneten Hochwasserschutz für den Wadi al-Fulaij südlich der Stadt zu gewährleisten, wurde Strabag vom omanischen Ministerium für Regionalgemeinden und Wasserressourcen beauftragt, einen Damm zu errichten. Der Baubeginn erfolgte im Februar 2014 und im Juli 2017 waren die Arbeiten abgeschlossen. Der Hauptdamm mit einer Länge von 1,1 km und einer Höhe von 25 m wurde mit Asphaltbetonkern ausgeführt. Außerdem wurde eine 140 m lange Beton-Hochwasserentlastung gebaut, die auf einen maximalen Abfluss von 3.900 m³/s ausgelegt ist. Der ca. 700 m lange Gabionen-Überlauf verfügt über eine Durchfluss-Kapazität von 1.800 m³/s. Die vier mit hydraulischen Rolltoren ausgestatteten Tiefausläufe haben eine Größe von ca. 3,6 m × 4,6 m. Der Satteldamm hat eine Länge von 1,2 km, eine Höhe von 11 m sowie eine Breite von 45 m. Der Entwässerungskanal ist 6 km lang und 100 m breit. Zusätzlich wurden zwei Deiche mit einer Länge von 2,6 km aufgeschüttet und insgesamt 1,2 km Betonschutzwände gebaut.

## Bildung
Im Ort ist das universitäre Sur University College sowie das einer Fachhochschule vergleichbare Sur College of Applied Sciences angesiedelt.

## Persönlichkeiten
- Ibrahim al-Mukhaini (* 1997), Fußballtorhüter

## Klimatabelle
|                       | Jan  | Feb  | Mär  | Apr  | Mai  | Jun  | Jul  | Aug  | Sep  | Okt  | Nov  | Dez  |   |      |
| Mittl. Tagesmax. (°C) | 25,6 | 26,3 | 29,4 | 34,0 | 37,7 | 38,4 | 37,7 | 35,4 | 35,6 | 33,6 | 29,7 | 26,6 | ⌀ | 32,5 |
| Mittl. Tagesmin. (°C) | 18,8 | 19,5 | 22,6 | 26,6 | 30,0 | 30,9 | 29,8 | 28,1 | 27,2 | 25,8 | 22,1 | 19,7 | ⌀ | 25,1 |
|                       |      |      |      |      |      |      |      |      |      |      |      |      |   |      |
| Niederschlag (mm)     | 7    | 33   | 12   | 16   | 0    | 4    | 5    | 4    | 0    | 1    | 2    | 13   | Σ | 97   |
|                       |      |      |      |      |      |      |      |      |      |      |      |      |   |      |
| Sonnenstunden (h/d)   | 8,8  | 9,6  | 8,2  | 10,4 | 11,3 | 11,1 | 9,4  | 9,7  | 10,3 | 9,6  | 9,7  | 8,4  | ⌀ | 9,7  |
|                       |      |      |      |      |      |      |      |      |      |      |      |      |   |      |
| Wassertemperatur (°C) | 25   | 25   | 26   | 27   | 29   | 30   | 30   | 30   | 29   | 28   | 27   | 26   | ⌀ | 27,7 |
|                       |      |      |      |      |      |      |      |      |      |      |      |      |   |      |
| Luftfeuchtigkeit (%)  | 69   | 68   | 61   | 54   | 49   | 53   | 58   | 64   | 62   | 59   | 66   | 70   | ⌀ | 61,1 |

| 18,8 |

| 19,5 |

| 22,6 |

| 26,6 |

| 30,0 |

| 30,9 |

| 29,8 |

| 28,1 |

| 27,2 |

| 25,8 |

| 22,1 |

| 19,7 |

| 18,8 |

| 19,5 |

| 22,6 |

| 26,6 |

| 30,0 |

| 30,9 |

| 29,8 |

| 28,1 |

| 27,2 |

| 25,8 |

| 22,1 |

| 19,7 |

## Persönlichkeiten
- Mazoon al-Alawi (* 1997), Sprinterin